# Tanystylum scrutator
Tanystylum scrutator är en havsspindelart som beskrevs av Stock, J.H. 1954. Tanystylum scrutator ingår i släktet Tanystylum och familjen Ammotheidae. Inga underarter finns listade i Catalogue of Life.